# 右翼フェミニズム
右翼フェミニズム（うよくフェミニズム、Right - wing feminism）または保守系フェミニズム（ほしゅけいフェミニズム、Conservative variants of feminism）は他のフェミニズムよりも保守的な傾向がある 歴史的に保守派女性はフェミニズム運動への関心が薄い傾向にあるが、近年では彼女らの政治的見解について学術的に分析する試みが行われている.

## 概要
フランスでは2019年にネメシス (政治団体)という右翼フェミニスト団体が設立された代表のアリス・コルディエは「移民の犯罪が多発し、女性の安全を脅かしている。」といった排外主義的な言動や「左派は『差別はダメ』と言い、論議をタブー化するだけだ」といった過激な言動から極右とも評される

### フェミニズム運動の右傾化
1990年代以降のフェミニズムは旧統一教会や、日本会議などの宗教右派勢力との結び付きを強め、フェミニズム運動や男女共同参画にこれらの団体が関わっていたことが発覚した

## 主な右翼フェミニスト団体
- コレクティフ・ネメシス（フランス語版）
- 独立女性フォーラム（英語版）
- 人生のためのフェミニスト（英語版）

## 他の右翼的なフェミニズムの一覧
- 保守フェミニズム (ほしゅふぇみにずむ):
  - キャサリン・カーステン は "多くの場合において女性は男性と比べて成功までの障壁に直面し続けている",と主張し[8] 性差別の存在を認め[9]フェミニズムを完全に否定するのではなく、マーガレット・フラーを例とした古典的なフェミニズム伝統を主張する[10] カーステンは、女性と男性に等しく定義された平等と正義、そして女性が抑圧されている歴史上および現在の不当な認識に対する保守的なフェミニズムを提唱している。[11]カーステンはまた、西洋の価値観と制度に基づいた漸進的な改革を提唱し、人類史の数々の失敗は完璧なる理想が達成不可能であることを裏付けていると主張している。 [11] カーステンは、女性に対する犯罪と暴力、マスメディアによる女性の卑下、不同意性行、女性の貧困化を懸念するものの、 [11] アファーマティブアクションと集団訴訟には反対している[12]
  - サラ・ペイリンは2010年のスーザン・B・アンソニー・プロライフ・アメリカ会議の中で保守的なフェミニズムを主張した.[13]
  - リチャード・アレン・ポズナーは保守フェミニズムについて「規制の緩い市場経済の枠組みの中では女性が男性と政治的、法的、社会的、経済的に平等になる権利がある」と述べている。[14] ポズナーは、既婚女性の社会進出の障壁を減らすために、家庭内の無給労働に課税をする必要があると主張している[15] (D.ケリー・ワイズバーグはこの主張を、家事労働に関するマルクス主義フェミニストの考えに根ざしていると指摘している)[16] また、生産性、妊娠に伴う医療費、仕事の安全性に応じた手当と福利厚生を設定する要因は性別であると主張している。 [17] ポズナーは、民間雇用者間の賃金価値比較、[18] 無過失離婚に反対し、[19]法的拘束力のある契約による代理出産を支持し、[20]たとえ非暴力的なものであっても強姦に反対し、ポルノが強姦を扇動するか、またはそれの代わりになる可能性を支持している[21][22]ポズナーは中絶の権利に賛成も反対もしていないが、胎児が「社会の一員」であるという可能性を主張している[23] がリバタリアニズムと経済学の一方のみを支持するわけではないとして、確実ではないとしている.[24][注釈 1][注釈 2][注釈 3][注釈 4]ポズナーは、一般的に性別による違いとして、女性は攻撃性が低く、子供を中心に物事を考える傾向にある主張している[25]また全ての法律が近縁主義的なことに異論はないとする[26]
- 母性的フェミニズム（英語版）
- エクイティ・フェミニズム
- 個人主義的フェミニズム には若年女性への共感を求める保守的な世代の女性である、[27]ルネ・デンフェルドとナオミ・ウルフ, が提唱するフェミニズムで共同体のなかで問題に対する解決策を見出すのではなく、個々人がそれぞれの問題に対して解決策を見出すべきとする概念であり、[27]ウェンディ・マッケルロイの考えに影響を受ける
- トランス排除的ラディカルフェミニスト